# Hans von Holst (1808–1874)
Hans Gram von Holst, född 19 augusti 1808 i Fredrikshald, Norge, död 13 november 1874 i Stockholm, var en svensk militär och hovfunktionär.

## Biografi
Hans von Holst föddes 1808 på Fredrikshald i Norge. Han var son till generalmajoren Johan von Holst och Johanna Maria de Klöcker. von Holst blev 6 maj 1821 kadett vid Militärhögskolan Karlberg och utexaminerades 14 juli 1829. Han blev 18 juli 1829 kornett vid Livgardet till häst och 21 oktober 1830 löjtnant. von Holst blev 8 maj 1834 ordonnansofficer hos kungen och 25 april 1835 kammarherre. von Holst tog avsked från livgardet som löjtnant i armén 11 augusti 1837 och blev 4 maj 1838 ryttmästare i armén. Han blev 4 juli 1843 major och tog 17 januari 1855 avsked ur krigstjänsten. von Holst utnämndes 24 juni 1859 till riddare av Svärdsorden och blev 28 januari 1863 hovmarskalk. Han avled 1874 i Stockholm.

### Egendom
von Holst ägde huset nummer 64 vid Regeringsgatan i Stockholm.

### Familj
von Holst gifte sig första gången 17 december 1835 i Stockholm med Hanna Amalia Henrietta Benedicks (1811–1837), dotter till bruksägaren Michael Benedicks och Henriette von Halle. De fick tillsammans barnen Henrietta von Holst (1836–1904) som var gift med hovmarskalken friherre Robert von Kræmer och Amalia von Holst (1837–1921) som var gift med godsägaren och löjtnanten, greve James Henrik Sinclair.
Han gifte sig andra gången 22 januari 1840 i Stockholm med Edla Benedicks (1814–1894), som var syster till hans föregående fru. De fick tillsammans barnen kammarherren Johan von Holst (1874–1917) och Hanna von Holst (1842–1912) som var gift med överceremonimästaren, friherre Carl Fredrik Herman Palmstierna.